# АЕЦ Гравлин
АЕЦ Гравлин е петата най-голяма атомна електрическа централа в света. Намира се в департамента Нор, Франция, на около 20 км от Дюнкерк и Кале. Охлаждащата вода идва от Северно море. Централата притежава 6 реактора. Два са пуснати в експлоатация през 1980, два през 1981 и два през 1985. В централата работят 1680 редовни работници. На 2 август 2010 става първата атомна електроцентрала в света, която е произвела над 1000 TWh електричество.
Дизайна за реактори 5 и 6 е основата за китайския CPR-1000.

## Събития
- През август 2009, по време на годишната размяна на горивни пакети в Реактор-1, един от пакетите се забива в горната поддържаща рамка, спирайки операцията и причинявайки евакуацията и изолацията на сградата на реактора.[3]
- През 2007, в централата се случват четири отделни произшествия, определени на Ниво-1 на Международна скала за ядрени събития.
- През 2006 Реактор-3 е спрян за рутинно презареждане. Тогава е открито, че електрическа жица не е включена правилно по време на презареждането през 2005 г. Това също е оценено на Ниво-1 на МСЯС.

## Охладената вода
Охладената вода, която носи отпадната топлина от централата се използва от местен рибарник, в който се отглеждат лаврак и ципура. Топлата вода им помага да растат по-бързо.